# Amphiodia crassa
Amphiodia crassa är en ormstjärneart som först beskrevs av Jean Baptiste François René Koehler 1904.  Amphiodia crassa ingår i släktet Amphiodia och familjen trådormstjärnor. Inga underarter finns listade i Catalogue of Life.